# Rydboholms aktiebolag
Rydboholms aktiebolag grundades 1834 som Rydboholms Konstväfveribolag av Sven Erikson, grosshandlaren J. Francke och köpmannen J. C. Bäfverman i Rydboholm i nuvarande Borås kommun.
Företaget namnändrade 1847 till Rydboholms Väfverifabrik och blev 1885 Rydaholms AB. Det var Sveriges första mekaniska bomullsväveri. och drev rörelse vid bomullsväveri och spinneri i Viskafors samt vid färgeri, blekeri, tryckeri och appreturverk. Produktionen omfattade bomulls- och konstsilkesvävnader samt bomullsgarn. 
Olof Hallin var 1866–1872 disponent vid Rydboholms aktiebolag.
I början av 1930-talet hade bolaget omkring 750 anställda.